# E420
La ruta europea E420 és una carretera que forma part de la Xarxa de carreteres europees. Comença a Nivelles (Bèlgica) i finalitza a Reims (França). Té una longitud de 187 km. Té una orientació de nord a sud.

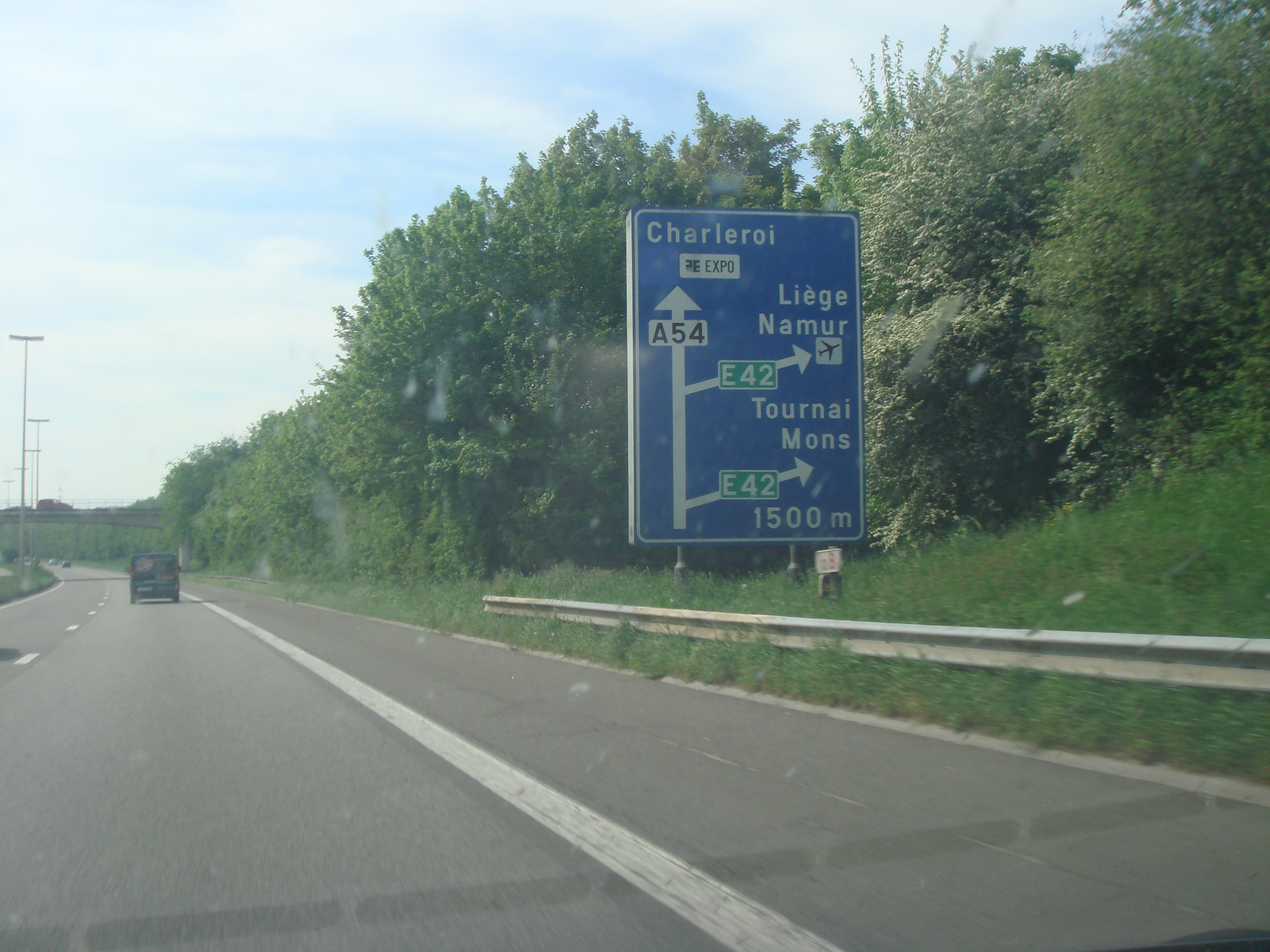
Ruta europea E420 per Bèlgica.